# أرماند رايموند
أرماند رايموند هو لاعب هوكي الجليد كندي، ولد في 12 يناير 1913 في مونتريال في كندا، وتوفي في 22 يناير 1993.

## وصلات خارجية
- أرماند رايموند على موقع دوري الهوكي الوطني (الإنجليزية)
- أرماند رايموند على موقع EliteProspects.com (الإنجليزية)
- أرماند رايموند على موقع HockeyDB.com (الإنجليزية)
- أرماند رايموند على موقع Hockey-Reference.com (الإنجليزية)